# Paracytheridea khantaakensis
Paracytheridea khantaakensis är en kräftdjursart som beskrevs av Brouwers 1993. Paracytheridea khantaakensis ingår i släktet Paracytheridea och familjen Paracytherideidae. Inga underarter finns listade i Catalogue of Life.